# Trochu (Alberta)
Trochu ist eine Ortschaft in der kanadischen Provinz Alberta im Kneehill County und liegt etwa 80 km südöstlich von Red Deer. Die Ortschaft ist über den Alberta Highway 21, Alberta Highway 27 und Alberta Highway 585 zu erreichen. Trochu zählt 1113 Einwohner (Stand 2009).
Die Ortschaft verfügt über 450 Haushalte. Im Jahr 2006 betrug die Bevölkerungszahl 1005 Einwohner, dies bedeutete einen Rückgang von 2,7 Prozent im Vergleich zum Jahr 2001. Trochu umfasst eine Fläche von 2,82 km², die Bevölkerungsdichte beträgt 394,7/km².
Die Gegend ist landwirtschaftlich geprägt, ebenfalls bedeutsam ist die Öl- und Gasindustrie.

## Persönlichkeiten
- Kevin Haller (* 1970), Eishockeyspieler